# Aron (Chère)
Der Aron ist ein Fluss in Frankreich, der in den Regionen Bretagne und Pays de la Loire verläuft. Er entspringt an der Gemeindegrenze von Teillay und Ruffigné, entwässert generell in südwestlicher Richtung und mündet nach rund 26 Kilometern im Gemeindegebiet von Mouais als rechter Nebenfluss in die Chère. 
Auf seinem Weg bildet der Aron im Oberlauf die Grenze zwischen den Départements Ille-et-Vilaine und Loire-Atlantique, die gleichzeitig auch die Regionsgrenzen zwischen der Bretagne und dem Pays de la Loire bilden, taucht dann in die Bretagne ein und mündet schließlich im Pays de la Loire.

## Orte am Fluss
(Reihenfolge in Fließrichtung)
- Saint-Sulpice-des-Landes
- Le Pont des Îsles, Gemeinde La Dominelais
- La Guillaumée, Gemeinde Grand-Fougeray
- La Kyrielle, Gemeinde Mouais